# 96 Tears
96 Tears é uma canção da banda de garage rock estadunidense "? and the Mysterians" que foi lançada como single de trabalho do álbum homônimo, em 1966.
Teve um excelente desempenho comercial, atingido a posição n.1 da parada musical americana Billboard Hot 100, e sendo certificada como disco de ouro pela RIAA.

## Créditos Musicais
- Rudy Martínez - vocalista
- Robert Balderrama - guitarra elétrica
- Frank Rodriquez - órgão
- Frank Lugo - baixo eléctrico
- Robert Martínez - bateria

## Desempenho nas Paradas Musicais
| Ano lançamento | Single                     | Desempenho nas Paradas Musicais | Desempenho nas Paradas Musicais | Desempenho nas Paradas Musicais | Desempenho nas Paradas Musicais | Desempenho nas Paradas Musicais | Desempenho nas Paradas Musicais | Selo             | Lado-B do single | Álbum    | Certificação |
| Ano lançamento | Single                     | Billboard Hot 100               | RPM 100                         | UK Singles Chart                | IFOP                            | Media Control AG                | Ö3 Austria Top 40               | Selo             | Lado-B do single | Álbum    | Certificação |
| -------------- | -------------------------- | ------------------------------- | ------------------------------- | ------------------------------- | ------------------------------- | ------------------------------- | ------------------------------- | ---------------- | ---------------- | -------- | ------------ |
| 1966           | "96 Tears"                 | –                               | –                               | –                               | –                               | –                               | –                               | Pa-Go-Go Records | "Midnight Hour"  |          |              |
| 1966           | "96 Tears" (re-lançamento) | 1                               | 1                               | 37                              | 7                               | 27                              | 11                              | Cameo Records    | "Midnight Hour"  | 96 Tears | RIAA ouro    |

## Reconhecimentos
- 1988- A revista Rolling Stone a coloca na posição n.º 36 da lista dos "100 maiores singles dos últimos 25 anos"[5].
- 1989 - Dave Marsh a coloca na posição n.º 96 da sua lista dos "1001 maiores singles da historia"[6].
- 2002 - A canção figura na 15ª posição da lista "os 100 Maiores One-Hit Wonders da história da música", elaborada pela VH1[7].
- 2003 - A revista Q Magazine, a inclui na sua lista das "1001 melhores canções de sempre", colocándo-a na posição n.º 488[8].
- 2004 - A revista Rolling Stone a coloca na posição n.º 210 da sua lista com "as 500 melhores canções de todos os tempos"[9]
- 2006 - A revista Pitchfork, coloca a canção na posição n.º 120 da lista das 200 melhores canções dos anos 1960.[10].